# Campeonato Africano de Atletismo de 2016 - 400 m com barreiras masculino
A prova dos 400 metros com barreiras masculino do Campeonato Africano de Atletismo de 2016 foi disputada entre os dias 23 e 24 de junho no Kings Park Stadium  em Durban,  na África do Sul. Participaram da prova 18 atletas sendo que 13 concluíram a prova na fase inicial. 

## Recordes
Antes desta competição, os recordes mundiais e do campeonato nesta prova eram os seguintes:
|                       | Nome          | Nacionalidade  | Tempo  | Local     | Data                |
| --------------------- | ------------- | -------------- | ------ | --------- | ------------------- |
| Recorde mundial       | Kevin Young   | Estados Unidos | 46s 78 | Barcelona | 6 de agosto de 1992 |
| Recorde do campeonato | Amadou Dia Ba | Senegal        | 48s 29 | Cairo     | 1985                |
| Recorde africano      | Samuel Matete | Zâmbia         | 47s 10 | Zurique   | 7 de agosto de 1991 |

## Medalhistas
| Ouro                          | Prata               | Bronze            |
| Boniface Mucheru Tumuti (KEN) | Amadou Ndiaye (SEN) | Haron Koech (KEN) |

## Cronograma
Todos os horários são locais (UTC+2). 
| Data        | Hora  | Evento  |
| ----------- | ----- | ------- |
| 23 de junho | 19:25 | Bateria |
| 24 de junho | 17:40 | Final   |

## Resultados

### Bateria
Qualificação: 2 atletas de cada bateria (Q) mais os 2 melhores qualificados (q).
| Posição | Bateria | Atleta                  | Nacionalidade  | Tempo | Notas |
| ------- | ------- | ----------------------- | -------------- | ----- | ----- |
| 1       | 2       | Amadou Ndiaye           | Senegal        | 49.74 | Q     |
| 2       | 1       | Boniface Mucheru Tumuti | Quênia         | 49.78 | Q     |
| 3       | 1       | LJ van Zyl              | África do Sul  | 49.94 | Q     |
| 3       | 2       | Cornel Fredericks       | África do Sul  | 49.94 | Q     |
| 5       | 2       | Haron Koech             | Quênia         | 50.34 | q     |
| 6       | 2       | Miles Ukaoma            | Nigéria        | 50.79 | q     |
| 7       | 3       | Jordin Andrade          | Cabo Verde     | 51.22 | Q     |
| 8       | 2       | Hardus Maritz           | Namíbia        | 51.24 |       |
| 9       | 2       | Creve Machava           | Moçambique     | 51.62 |       |
| 10      | 3       | Kiprono Koskei          | Quênia         | 52.03 | Q     |
| 11      | 3       | Larona Obakwe Thabe     | Botswana       | 53.94 |       |
| 12      | 1       | Gatkuoth Chol           | Sudão do Sul   | 55.88 |       |
| 13      | 3       | Roy Zakaria             | Zimbabwe       | 55.97 |       |
| 14      | 1       | Kurt Couto              | Moçambique     | DSQ   |       |
| 15      | 1       | Maoulida Darouèche      | Comores        | DNS   |       |
| 15      | 1       | Ziem Esau Somda         | Burquina Fasso | DNS   |       |
| 15      | 3       | Abdelmalik Lahoulou     | Argélia        | DNS   |       |
| 15      | 3       | Lindsay Hanekom         | África do Sul  | DNS   |       |

### Final
| Posição           | Raia | Atleta                  | Nacionalidade | Tempo | Notas |
| ----------------- | ---- | ----------------------- | ------------- | ----- | ----- |
| Medalha de ouro   | 3    | Boniface Mucheru Tumuti | Quênia        | 49.21 |       |
| Medalha de prata  | 4    | Amadou Ndiaye           | Senegal       | 49.41 |       |
| Medalha de bronze | 2    | Haron Koech             | Quênia        | 49.41 |       |
| 4                 | 8    | LJ van Zyl              | África do Sul | 49.46 |       |
| 5                 | 5    | Jordin Andrade          | Cabo Verde    | 49.62 |       |
| 6                 | 6    | Cornel Fredericks       | África do Sul | 49.82 |       |
| 7                 | 7    | Kiprono Koskei          | Quênia        | 51.77 |       |
| 8                 | 1    | Miles Ukaoma            | Nigéria       | DSQ   |       |

Legenda
| Recorde mundial       | Recorde mundial (World record)               |                       | Recorde africano                      | Recorde africano (African) |                                           | Q | Classificado por posição (Qualified) |
| Recorde do campeonato | Recorde do campeonato (Championship record)  | Recorde da América    | Recorde da América (Americas)         | q                          | Classificado por melhor tempo (Qualified) |   |                                      |
| Melhor marca do ano   | Melhor marca do ano (World leading)          | Recorde asiático      | Recorde asiático (Asian)              | DNS                        | Não largou (Did not start)                |   |                                      |
| Recorde nacional      | Recorde nacional (National record)           | Recorde europeu       | Recorde europeu (European)            | DNF                        | Não terminou (Did not finish)             |   |                                      |
| Recorde pessoal       | Recorde pessoal do atleta (Personal best)    | Recorde da Oceania    | Recorde da Oceania (Oceania)          | DSQ / DQ                   | Desclassificado (Disqualified)            |   |                                      |
| Recorde da temporada  | Recorde da temporada do atleta (Season best) | Recorde sul-americano | Recorde sul-americano (South America) | NM                         | Sem marca (No mark)                       |   |                                      |